# 第27屆威尼斯影展
第27屆威尼斯影展於1966年8月28日至9月10日舉辦。

## 評審團
- 喬治·巴薩尼（英语：Giorgio Bassani）（主席）[2]
- 林赛·安德森
- 卢博什·巴尔托舍
- 米歇尔·布托尔
- 路易斯·雅各布斯（英语：Lewis Jacobs）
- 列维·库勒修
- 尤里斯·伊文思

## 競賽電影
| 中文片名         | 原文片名               | 導演                | 製作國家            |
| ---------------- | ---------------------- | ------------------- | ------------------- |
| 《驢子巴特薩》   | Au Hasard Balthazar    | 羅伯特·布列松       | 法國                |
| 《野幫伙》       | The Wild Angels        | 罗杰·科曼           | 美国                |
| 《阿爾及爾之戰》 | La battaglia di Algeri | 吉洛·彭特克沃       | 義大利、 阿尔及利亚 |
| 《搜索》         | La Busca               | 安赫利诺·丰斯       | 西班牙              |
| 《昨日女孩》     | Abschied von gestern   | 亞歷山大·克魯格     | 西德                |
| 《回到查巴克》   | Chappaqua              | 康納德·魯克斯       | 美国                |
| 《游戏结束》     | La Curée               | 罗杰·瓦迪姆         | 法國                |
| 《华氏451》      | Fahrenheit 451         | 法蘭索瓦·杜魯福     | 美国                |
| 《夜之游戏》     | Nattlek                | 梅·柴特琳           | 瑞典                |
| 《第一個教師》   | Первый учитель         | 安德烈·康查洛夫斯基 | 苏联                |
| 《半个男人》     | Un uomo a metà         | 維托里歐・德賽塔    | 義大利              |

## 獎項
- 金獅獎：
  - 吉洛·彭特克沃（英语：Gillo Pontecorvo） 《阿爾及爾之戰》
- 評審團特別獎：
  - 亞歷山大·克魯格（英语：Alexander Kluge） 《昨日女孩（英语：Yesterday Girl）》
  - 康納德·魯克斯（英语：Conrad Rooks） 《回到查巴克（英语：Chappaqua (film)）》
- 沃爾庇杯：
  - 最佳男演員：雅克·贝汉 《半个男人（英语：Un uomo a metà）》
  - 最佳女演員：納塔利婭·阿瑞巴莎諾瓦《第一個教師》
- 費比西獎
  - 吉洛·彭特克沃（英语：Gillo Pontecorvo） 《阿爾及爾之戰》

## 外部鏈接
- 官方网站
- IMDb1966年威尼斯影展獎 （页面存档备份，存于）